# یواندری اورخه‌یس
یواندری اورخه‌یس (انگلیسی: Yoandry Urgellés؛ زادهٔ ۲۸ ژوئیهٔ ۱۹۸۱) بازیکن بیسبال اهل کوبا است.
وی در مسابقات کشوری و بین‌المللی در مجموع برندهٔ ۵ مدال طلا، ۲ مدال نقره شده‌است.